# E'Last
Gli E'Last (엘라스트?, pronunciato El-last; stilizzato tutto in maiuscolo), precedentemente conosciuti con il nome di EBoyz, sono un gruppo musicale sudcoreano formatosi nel 2020 sotto la E Entertainment. Il gruppo, che è composto da otto membri, ha debuttato il 9 giugno 2020 con il loro primo mini album Day Dream, contenente la title track Swear.
Gli E'Last hanno una subunità chiama E'Last U, composta da Choi In, Seungyeop, Romin e Wonjun. Ha debuttato il 19 maggio 2021 con il singolo Remember.
La loro canzone 'Creature' ha raggiunto l'ottavo posto nella classifica Billboard World Digital Song Sales.

## Formazione
- Rano (라노) – leader, voce
- Choi In (최인) – voce
- Seungyeop (승엽) – voce
- Baekgyeul (백결) – voce
- Romin (로민) – voce
- Won Hyuk (원혁) – voce principale
- Wonjun (원준) – rap, voce
- Yejun (예준) – voce

### E'Last U
- Choi In (최인) – Leader, voce
- Seungyeop (승엽) – voce
- Romin (로민) – voce principale
- Wonjun (원준) – rap, voce

## Discografia

### EP
- 2020 – Day Dream
- 2020 – Awake
- 2022 – Roar

### Singoli
- 2021 – Dangerous
- 2021 – Dark Dream
- 2021 – To.Lie